# Savvas Papasavvas
Savvas S. Papasavvas (* 25. April 1969 in Nikosia) ist ein zyprischer Jurist. Er ist Richter und Vizepräsident am Gericht der Europäischen Union.

## Leben und Wirken
Papasavvas studierte Rechtswissenschaften an der Nationalen und Kapodistrias-Universität Athen, wo 1991 mit dem Erwerb des Ptychion seinen Abschluss machte. Dem schloss er ein Postgraduiertenstudium an der Universität Panthéon-Assas an, wo er 1992 ein Diplôme d’études approfondies in öffentlichem Recht erwarb. An der Universität Paul Cézanne Aix-Marseille III wurde Papasavvas 1995 mit der von Louis Favoreu betreuten Arbeit La Justice Constitutionnelle à Chypre über die zyprische Verfassungsgerichtsbarkeit zum Dr. iur. promoviert. Bereits seit 1993 war Papasavvas zur zyprischen Rechtsanwaltschaft zugelassen und in Nikosia als Rechtsanwalt tätig. Daneben unterrichtete er von 1997 bis 2004 als Dozent für Verfassungsrecht an der Universität Zypern.
Papasavvas wurde am 12. Mai 2004 zum Richter am Gericht der Europäischen Union ernannt. Von September 2010 bis 2016 war er Präsident der 5. Kammer. Am 27. September 2019 wurde er zum Vizepräsidenten gewählt und übt dieses Amt seitdem aus. Er ist unter anderem Mitglied des European Law Institute und der European Public Law Organization.